# Auguste Mukwahepo Immanuel
Mukwanangombe Auguste Mukwahepo Immanuel (7 de octubre de 1937 - 30 de mayo de 2018), conocida como Meekulu Mukwahepo, fue una guerrillera namibia, notable por ser la primera mujer recluta del Ejército Popular de Liberación de Namibia. Mukwahepo dedicó su vida a cuidar niños durante la Guerra de la frontera de Sudáfrica, trasladándose de un campo a otro siempre que era necesario.
En 1963 Mukwahepo dejó su hogar en Namibia y siguió a su prometido Shikongo Hangala a través de la frontera con Angola. Sobrevivieron al hambre y a la guerra y finalmente se dirigieron a Tanzania. Allí, Mukwahepo se convirtió en la primera mujer en recibir entrenamiento militar con SWAPO. Durante nueve años fue la única mujer en el campamento de Kongwa de la SWAPO. Luego fue empujada a un papel más tradicional de mujer - cuidar de los niños en los campamentos de la SWAPO en Zambia y Angola. Mukwahepo se sometió a un entrenamiento de combate en 1965 en Kongwa, Tanzania, donde permaneció durante nueve años. En el momento de la independencia fue repatriada junto con cinco niños que cuidó en el exilio, según el libro de Ellen Ndeshi Namhila de la UNAM sobre la vida de Mukwahepo; Mukwahepo : mujer soldado madre.

## Muerte
El Presidente Dr. Hage Geingob concedió a Mukwahepo un funeral de Estado en virtud del párrafo 8 del artículo 32 de la Constitución de Namibia y fue enterrada en Eenhana el 9 de junio en el santuario funerario de Eenhana, después de que su funeral tuviera lugar en el Estadio Deportivo de Eenhana el 8 de junio.
Al entierro asistieron el Primer Ministro Saara Kuugongelwa-Amadhila, el expresidente Hifikepunye Pohamba, el Viceprimer Ministro y Ministro de Relaciones Internacionales y Cooperación, Netumbo Nandi-Ndaitwah, el presidente de la Asamblea Nacional Peter Katjavivi y la Secretaria General de Swapo Sophia Shaningwa, así como el vicepresidente Nangolo Mbumba. También asistieron el Cónsul General de Angola, Fransisco Correia, y el presidente del Tribunal Supremo, Petrus Damaseb.
En 1995, el presidente Sam Nujoma le concedió una medalla en Omugulugwombashe en reconocimiento de su heroísmo y sus contribuciones a la liberación de Namibia y el expresidente Pohamba le dio una casa, mientras que el ex Primer Ministro Nahas Angula le llevó los muebles para su sala de estar.